# Ямся

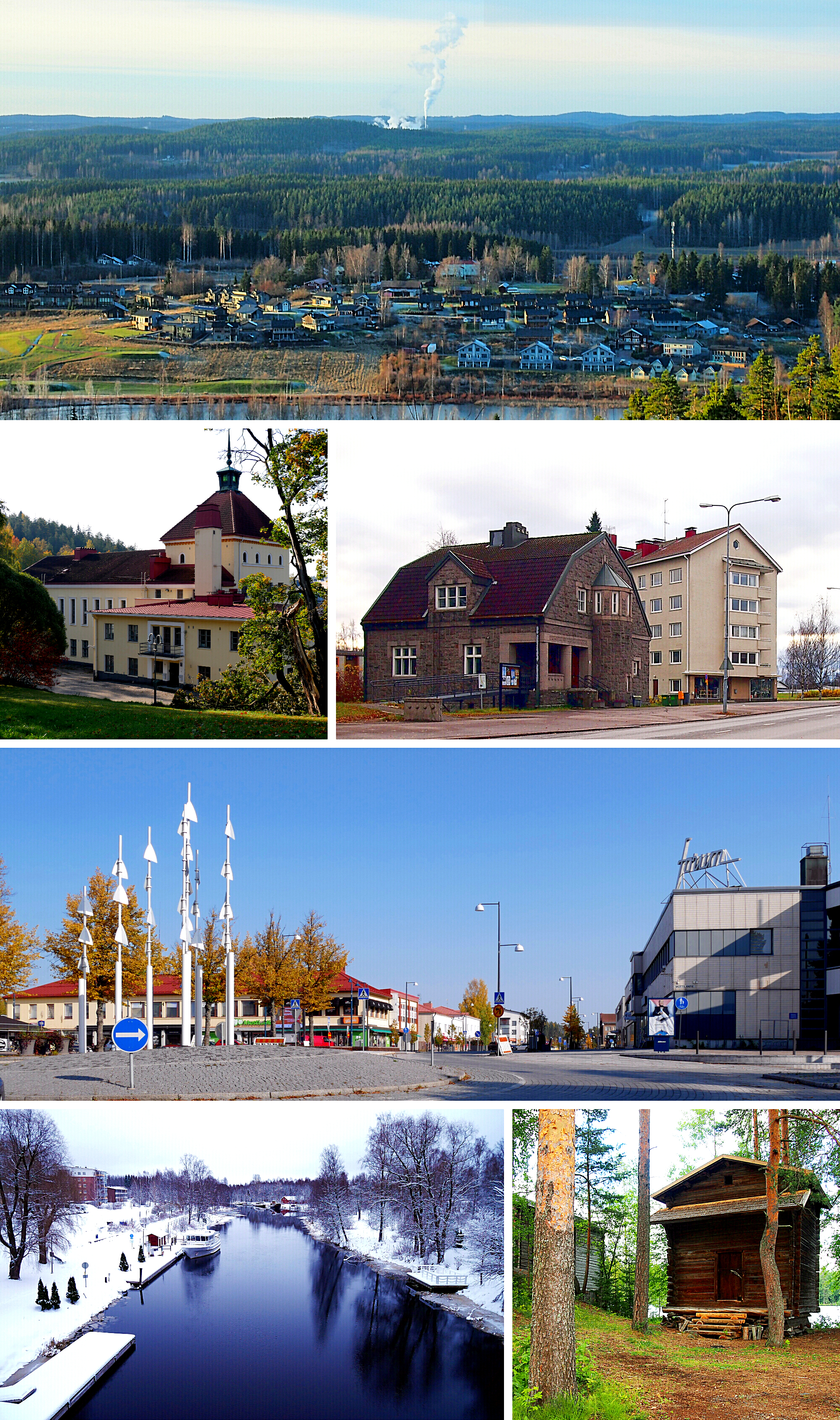
Ямся

Ямся (фін. Jämsä) — місто в Центральній Фінляндії на березі озера Пяйянне. У місті проживає 22 803 людини (2010), загальна площа становить 1 824,12 км², з якої 252,73 км² — водний простір. Щільність населення становить 14,5 осіб/км².
Раз на два роки в місті проходить велика міжнародна лісопромислова виставка FinnMetko.